# Гутьеррес, Крессенсио
Крессенсио Гутьеррес (исп. Crescencio Gutiérrez; 26 октября 1933, Гвадалахара — 21 июня 2025) — мексиканский футболист, нападающий.
Известен выступлениями за клуб «Гвадалахара», а также национальную сборную Мексики.

## Биография
Во взрослом футболе дебютировал в 1951 году выступлениями за «Гвадалахару». Цвета этого клуба и защищал на протяжении всей своей карьеры, которая длилась 12 лет.
В 1957 году дебютировал в официальных матчах в составе национальной сборной Мексики. В течение карьеры в национальной команде, которая длилась пять лет, провёл за главную команду страны 12 матчей и забил шесть голов.
В составе сборной был участником чемпионата мира 1958 года в Швеции. Свой единственный матч в финальной части чемпионата мира провёл против хозяев турнира (0:3, поражение мексиканцев).
Умер 21 июля 2025 года в возрасте 91 года.

## Титулы и достижения

### Командные
- Обладатель кубка чемпионов КОНКАКАФ (1): 1962
- Чемпион Мексики (5): 1957, 1959, 1960, 1961, 1962[5]
- Обладатель трофея Чемпион чемпионов Мексики (4): 1957, 1959, 1960, 1961[5]

### Личные
- Лучший бомбардир чемпионата Мексики (1): 1957 (19 голов)